# Martin Werner
Martin Werner (* 17. November 1887 in Bern; † 23. März 1964 ebenda) war ein Schweizer reformierter Theologe.

## Leben
Martin Werner wurde 1887 als Sohn eines gleichnamigen Stadtmissionars in Bern geboren. Er absolvierte am dortigen evangelischen Seminar Muristalden (Campus Muristalden) eine Ausbildung zum Primarlehrer und unterrichtete anschliessend in Heimenschwand. 1910 nahm er ein Theologiestudium in Bern auf. 1916 trat er als reformierter Pfarrer in Krauchthal sein Amt an und heiratete im gleichen Jahr Lydia Howald, die Tochter des Seminarlehrers Johann Howald. Nach seiner Habilitation 1922 wurde er Privatdozent für Neues Testament, ab 1927 Ordinarius für systematische Theologie sowie für Geschichte der Philosophie an der Universität Bern. 1945 verlieh ihm die Universität Chicago den Ehrendoktortitel.
Werner ist mit seinen Schülern Fritz Buri und Ulrich Neuenschwander wichtigster Vertreter der Liberalen Theologie in der Schweiz im 20. Jahrhundert und auf theologischer und kirchenpolitischer Ebene seit den 1920er Jahren vehementer Gegner von Karl Barth.

## Theologie
Die theologischen Wurzeln Werners liegen in der Lektüre der Arbeiten von Albert Schweitzer. Mit diesem setzt er der in der Dialektischen Theologie wahrgenommenen Entwissenschaftlichung von Theologie eine ganz eigenständige Theorie entgegen. Diese fusst auf einem radikal historisierenden und rationalisierenden Ansatz. Alle Überlieferung, also auch die biblischen Geschichten, muss zum einen auf ihre Geschichtlichkeit hin überprüft und so dargestellt werden, dass sie entweder als Historie oder als Mythos ansichtig wird. Zum anderen muss auf diese Weise der überlieferte Stoff der Vernunft des heutigen Menschen vermittelbar sein. Glaubwürdigkeit entsteht also durch Vernünftigkeit.
In seinem Frühwerk bis ca. 1940 arbeitet Werner vornehmlich dogmengeschichtlich. Dort belegt er Schweitzers These der Enteschatologisierung des Christentums. Dabei beschreibt Werner das Weltbild des historiografisch greifbaren Jesus als massgeblich durch eine eschatologische Naherwartung geprägt. So habe sich Jesus zu seinen Lebzeiten ausweislich der biblischen Quellen als der am Ende der Weltzeit kommende Messias gesehen. Als solcher meinte er, dass mit seinem Handeln in bedingungsloser Liebe das Ende der Welt gekommen sei und diese bald vorübergehe. Im Kreuz sei Jesus darum einerseits gescheitert, weil weder vor noch mit seiner Kreuzigung das Weltende gekommen sei. Andererseits sei diese beispiellose Selbstaufopferung für ein vollkommen humanistisches Leben aber wiederum sinnstiftend für die Jünger gewesen, was zur Tradierung seiner Geschichte geführt hätte und dazu, dass das Vorbild Jesu noch immer glaubensrelevant sei.
Allerdings wurde durch die Hellenisierung des Christentums zum einen der eschatologische Charakter Jesu übertüncht und Jesus als der Christus metaphysisch aufgeladen, durch die dogmatische Sohn-Gottes-Theologie sei zum anderen seine ethische Relevanz überschrieben und so wertlos gemacht worden.
Erst indem man wieder auf das eschatologische Weltbild Jesu – und auch auf dessen Scheitern – verweist, kann seine ethische Relevanz zur Geltung kommen und wird Jesus so zu dem Glaubensvorbild, das auch heute ethisch gutes Handeln und den Aufbau einer humanistischen Gesellschaft massgeblich fördern kann.
Die systematisch-theologische Theorie Werners geht von der Sinnfrage aus. Was kann dem Menschen angesichts der Erfahrung von Sinnwidrigkeit Sinn vermitteln? In seiner Dogmatik «Der protestantische Weg des Glaubens» zeigt er die verschiedenen Wege auf, die die biblischen Autoren gewählt haben, um in ihrem Lebenskontext Gott als sinnstiftende Macht plausibel zu machen. Dabei kommt eine besondere Bedeutung der Sinnstiftung Jesu zu, der sich der liebenden Hinwendung zum Nächsten gewidmet und damit seinem Leben einen ethisch höherwertigen Stand gegeben hat. Diesem nachzueifern ist die christliche Aufgabe des Glaubens.

## Schriften (Auswahl)
- Der Einfluss paulinischer Theologie im Markusevangelium. Töpelmann, Gießen 1923.
- Das Weltanschauungsproblem bei Karl Barth und Albert Schweitzer. Eine Auseinandersetzung. Haupt, Bern 1924.
- Die Entstehung des christlichen Dogmas problemgeschichtlich dargestellt. Haupt, Bern 1941; 21954; Kohlhammer, Stuttgart 1959; Nachdruck Spenner, Waltrop 2007.
- Der protestantische Weg des Glaubens. 2 Bände. Haupt, Bern 1955 und Katzmann, Tübingen 1962.
- Glaube und Aberglaube. Aufsätze und Vorträge. Haupt, Bern 1957.
- Mystik im Christentum und in ausserchristlichen Religionen. Ein Überblick. Katzmann, Tübingen 1989.
- Wer war der Apostel Paulus? Bautz, Nordhausen 2018, ISBN 978-3-95948-343-8.

## Ehrungen
- 1945: Ehrendoktor der Universität Chicago